# Jüdisches Kriegerdenkmal (Kleinbardorf)

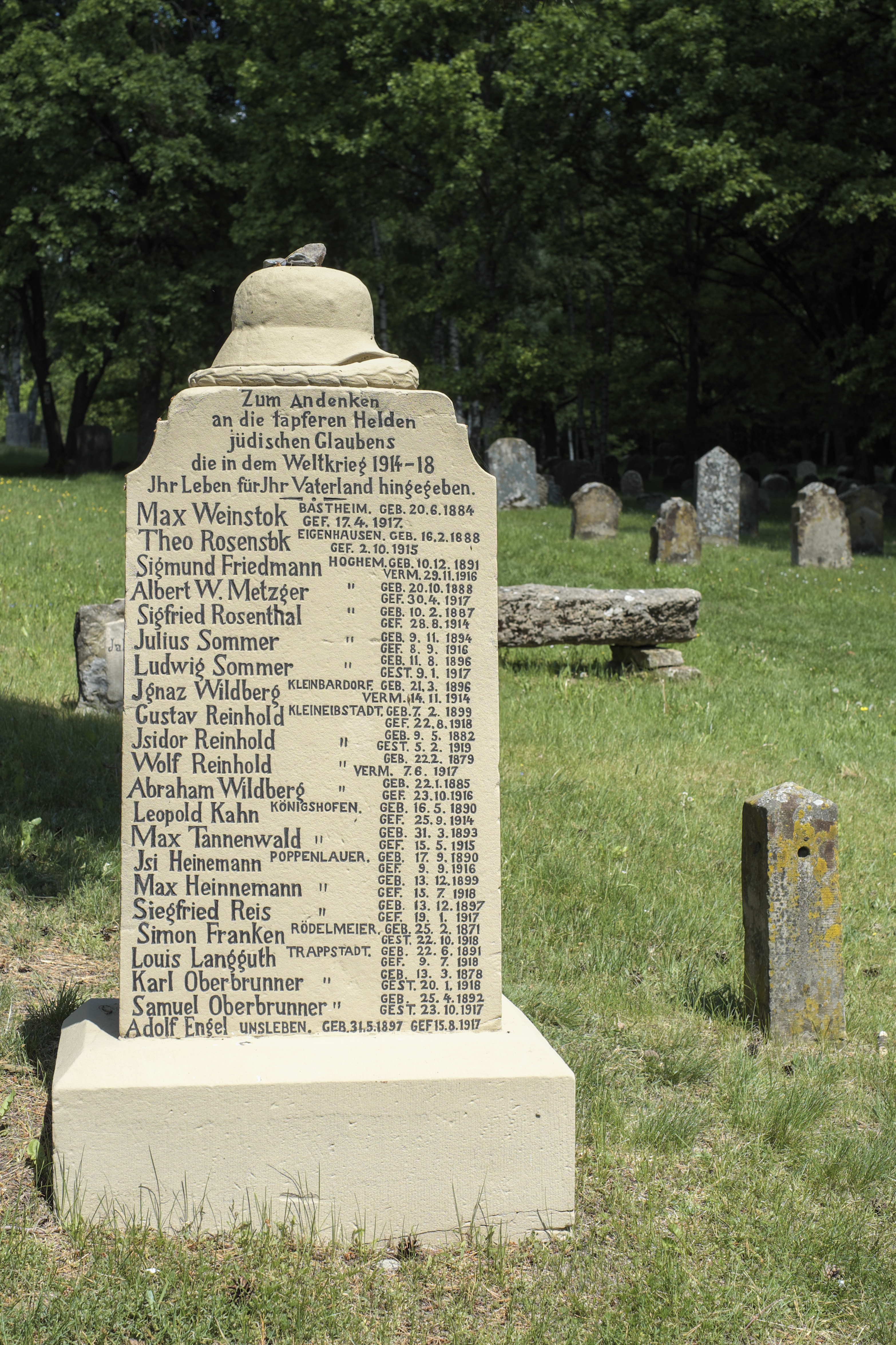
Kriegerdenkmal auf dem jüdischen Friedhof in Kleinbardorf

Das Jüdische Kriegerdenkmal auf dem jüdischen Friedhof in Kleinbardorf, einem Ortsteil der Gemeinde Sulzfeld im Grabfeld im unterfränkischen Landkreis Rhön-Grabfeld in Bayern, wurde nach dem Ersten Weltkrieg errichtet. Das Kriegerdenkmal ist ebenso wie der gesamte Friedhof ein geschütztes Baudenkmal.

## Beschreibung
Das Denkmal wurde zu Ehren der im Ersten Weltkrieg gefallenen Soldaten errichtet. Auf der einen Seite der viereckigen Stele, mit einem Stahlhelm unter einem Lorbeerkranz an der Spitze geschmückt, ist die folgende Inschrift zu entziffern (die Inschrift auf der Rückseite ist unlesbar):
Zum Andenken an die tapferen Helden jüdischen Glaubens die in dem Weltkrieg 1914–18 ihr Leben für ihr Vaterland hingaben:
Max Weinstok BASTHEIM GEB. 20.8.1884 GEF. 17.4.1917
Theo Rosenstok EICHENHAUSEN GEB. 19.2.1883 GEF. 2.10.1914
Sigmund Friedmann HÖCHHEIM GEB. 10.12.1891 VERM. 29.11.1916
Albert W. Metzger HÖCHHEIM GEB. 20.10.1888 GEF. 30.4.1918
Sigfried Rosenthal HÖCHHEIM GEB. 19.2.1897 GEF. 28.8.1914
Julius Sommer HÖCHHEIM GEB. 9.11.1894 GEF. 8.9.1916
Ludwig Sommer HÖCHHEIM GEB. 11.8.1896 GEST. 9.1.1917
Ignatz Wildberg KLEINBARDORF GEB. 21.3.1896 VERM. 14.11.1914
Gustav Reinhold KLEINEIBSTADT GEB. 4.2.1899 GEF. 22.8.1918
Isidor Reinhold KLEINEIBSTADT GEB. 9.5.1882 GEST. 5.2.1919
Wolf Reinhold KLEINEIBSTADT GEB. 22.2.1879 VERM. 7.6.1917
Abraham Wildberg KLEINEIBSTADT GEB. 22.1.1895 GEF. 23.10.1916
Leopold Kahn KÖNIGSHOFEN GEB. 16.5.1890 GEF. 25.9.1914
Max Tannenwald KÖNIGSHOFEN GEB. 31.3.1893 GEF. 15.5.1914
Isi Heinemann POPPENLAUER GEB. 17.9.1890 GEF. 9.9.1916
Max Heinemann POPPENLAUER GEB. 13.12.1899 GEF. 15.7.1918
Siegfried Reis POPPENLAUER GEB. 13.2.1897 GEF. 19.1.1917
Simon Franken RÖDELMEIER GEB. 25.2.1871 GEST. 22.10.1918
Louis Langguth TRAPPSTADT GEB. 22.6.1891 GEF. 2.7.1918
Karl Oberbrunner TRAPPSTADT GEB. 13.3.1878 GEST. 20.1.1918
Samuel Oberbrunner TRAPPSTADT GEB. 25.4.1892 GEST. 23.10.1917
Adolf Engel UNSLEBEN GEB. 31.5.1897 GEF. 13.8.1917